# مایکل جوناسز
مایکل جوناسز (به انگلیسی: Michel Jonasz) (زاده ۲۱ ژانویهٔ ۱۹۴۷) بازیگر، آهنگساز، ترانه‌سرا، خواننده فرانسوی است.
از فیلم‌های معروف او می‌توان به بازی در فیلم بدل اشاره کرد.